# Шампанське

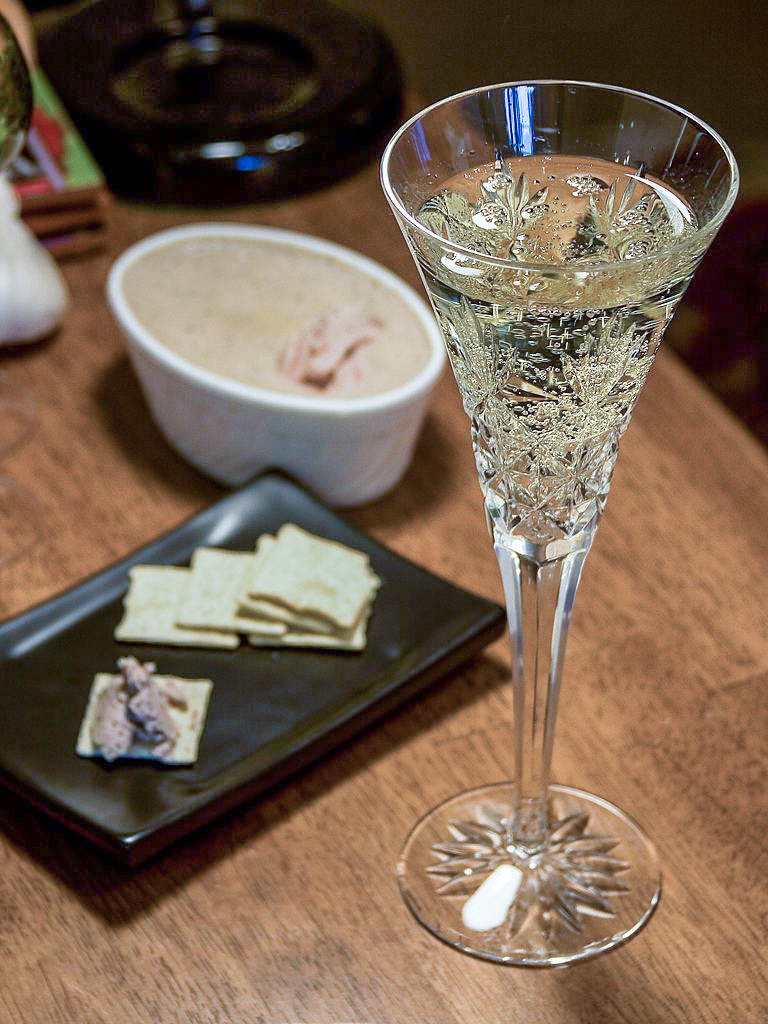
Шампанське у фужері

Шампа́нське (від фр. Champagne — Шампань) — французьке ігристе вино, виготовлене з винограду, який росте в регіоні Шампань, що знаходиться за 160 км на схід від Парижа. Все «шампанське» в цьому регіоні виготовляється з використанням особливого процесу, який полягає в ферментації всередині пляшки, після чого вино стає ігристим. Це єдиний спосіб досягнення високої якості, синонімом якої є «шампанське». «Шампанському» притаманний тонкий смак та перляж, світло-солом'яне з золотими відтінками забарвлення та гармонійний букет.

## Назва
Через те, що назва «Шампанське» є захищеною законом зареєстрованою торговою маркою, інші виробники не мають права називати ігристі вина власного виготовлення «шампанським».
Попри це, назва «шампанське» в супереч міжнародним законам використовується на внутрішньому ринку України та деяких країнах СНД у зареєстрованих на території цих країн торговельних марках: «Українське шампанське», «Радянське шампанське». На експорт ці марки вин ідуть під назвою «Кримське», «Українське ігристе», «Артемівське ігристе» та ін.

## Ігристе в Україні

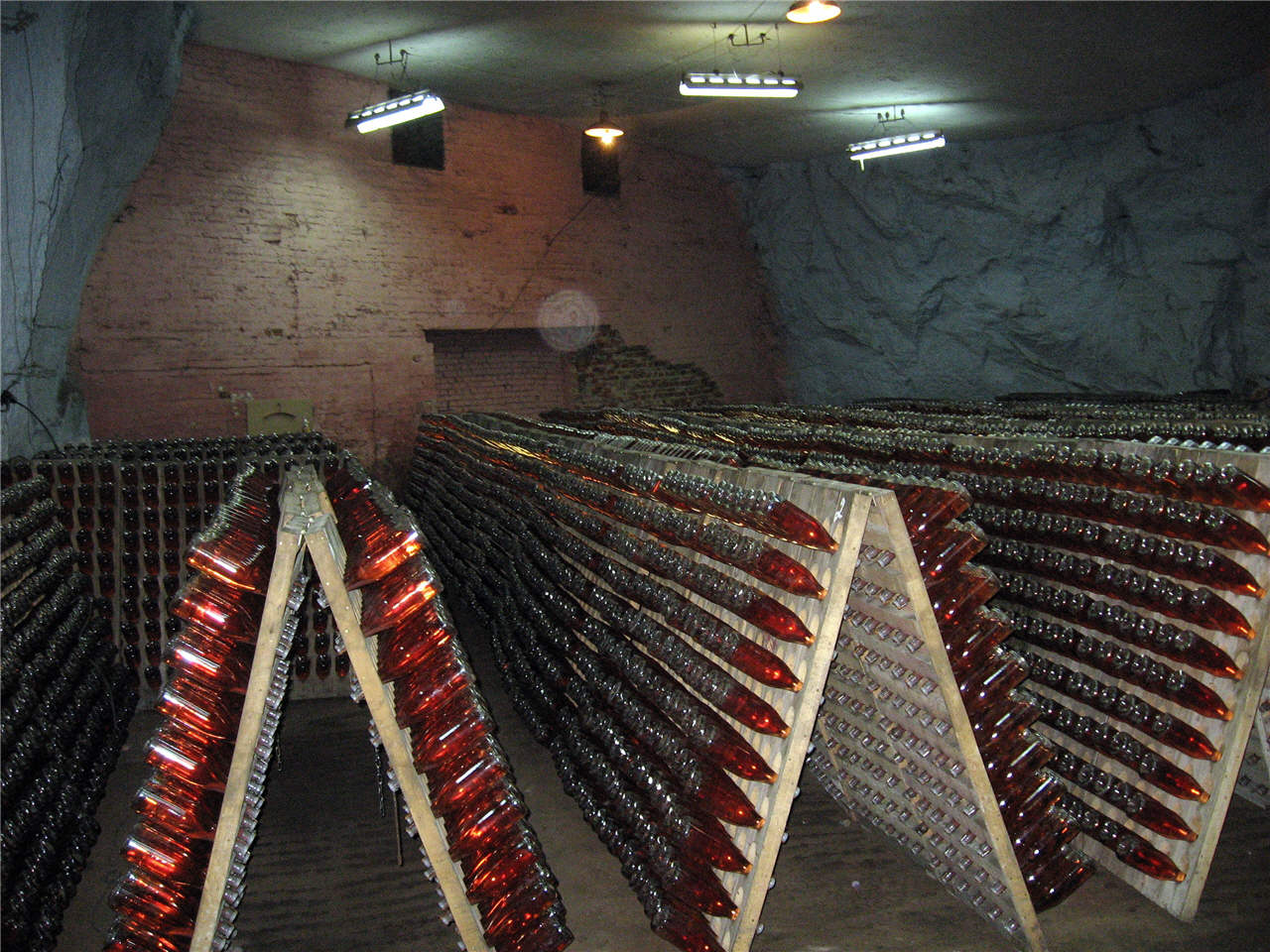
Дозрівання ігристого вина

Історія «шампанського» в Україні починається у 19 столітті. Відомо, що у Судацькому виноробному училищі, відкритому в 1802, частина вин пускалася на повторне бродіння.
У 1812 при училищі засновано перше підприємство, що займалося ігристими винами. Пізніше — господарство Крига, яке отримало за свої вина премію на сімферопольській виставці 1846 року.
З 1840-х стає поширеним шампанське «Ай-Даніль» з двору князя Воронцова.
Кримська війна (1853—1856) фактично знищила всю виноробну промисловість Криму. Французькі та британські військові ретельно вирубували виноградники, знищували обладнання та документацію.
Виноробство «шампанського» у Криму відновлюється в 1878, коли Лев Голіцин купує маєток у Новому Світі.
З 1882 розпочинається виготовлення новосвітського шампанського.

## Популярність
Після рекордного року продажів у 2022 році, у 2023 році продажі шампанського впали на 8,2% до 299 мільйонів пляшок. Комітет французьких будинків шампанського пояснює це високою інфляцією та великими запасами, які дистриб'ютори мали з 2022 року. Фактично 2023 рік став роком "повернення до норми". 

## Сорти
- - «фр. doux» («солодке») — найвищий рівень цукру
  - «фр. demi-sec» («напівсухе»),
  - «фр. sec» («сухе»);
  - «фр. extra sec» («екстра-сухе»);
  - «фр. brut» («найсухіше» або «брют»)
  - «фр. extra brut»/«brut     nature»/«brut zero» («екстра-брют», «брют-кюве»; іноді надмірно сухе — цукор або лікер не додається зовсім).

## Традиції пов'язані з шампанським
За правилами подачі ігристих вин шампанське подається до столу охолодженим 10-12°C. Ігристі вина почали виготовляти близько 16 ст, проте технологія виготовлення впливала на ціну і ігристі вина могли дозволити собі аристократи та представники еліти. Тому, прості люди могли дозволити собі пити шампанське рідко, зокрема, така традиція з'явилась ближче до Різдва, на Новий рік. 